# Epsilon Sculptoris
Epsilon Sculptoris (131 Sculptoris) é uma estrela na direção da constelação de Sculptor. Possui uma ascensão reta de 01h 45m 38.65s e uma declinação de −25° 03′ 08.8″. Sua magnitude aparente é igual a 5.29. Considerando sua distância de 89 anos-luz em relação à Terra, sua magnitude absoluta é igual a 3.10. Pertence à classe espectral F2IV.